# Kiều Tây, Thạch Gia Trang
Kiều Tây (giản thể: 桥西区; phồn thể: 橋西區; bính âm: Qiáoxi Qū) là một khu của địa cấp thị Thạch Gia Trang, thủ phủ tỉnh Hà Bắc, Trung Quốc.

### Nhai đạo
| - Đông Lý (东里街道) - Trung Sơn Lộ (中山路街道) - Nam Trường (南长街道) - Duy Minh (维明街道) - Dụ Tây (裕西街道) - Hữu Nghị (友谊街道) | - Hồng Kỳ (红旗街道) - Tân Thạch (新石街道) - Uyển Đông (苑东街道) - Tây Lý (西里街道) - Chấn Đầu (振头街道) |

### Trấn
- Lưu Doanh (留营乡)